# Ophiarachna incrassata
Ophiarachna incrassata is een slangster uit de familie Ophiodermatidae.
De wetenschappelijke naam van de soort werd in 1816 gepubliceerd door Jean-Baptiste de Lamarck.